# WHITE CANVAS
『WHITE CANVAS』（ホワイト・キャンバス）は2013年9月4日発売された石井竜也17枚目のスタジオ・アルバム。

## 解説
来る2015年のデビュー30周年に向け歩き出す『WHITE PROJECT』第1弾として発売されたアルバムで、『原点回帰、0からの離陸』がテーマ。
初回盤はドキュメンタリーと収録曲のコメント映像収録DVDと写真集が同梱の三方背BOX仕様。初回盤と通常盤ではジャケットが異なる。

## 収録曲
全曲　作詞・作曲：石井竜也（特記以外）
1. FLYING HEART
（編曲：金子隆博）
日本航空企業CMソング。
ミュージック・ビデオも制作されており、オーケストラをバックに歌うシーンとジャケットに使用されている白く塗りつぶされたキャンバス制作過程の映像を使用したシーンで構成されている。『石弐 〜Best of Best〜』にも収録。
2. 世界一の歌
（編曲：辰巳博成）
ある画家（詳細不明）が自分の妻に聞こえるように「うちの奥さんは世界一」と自然にいう姿をヒントに作った曲。
3. KISSING SILHOUETTE
（編曲：松ヶ下宏之）
最初は「窓辺」というタイトルだったが、「もう少しロマンチックなタイトルの方がいい」と言われ現在のタイトルになった。
4. 時間旅行
（編曲：松ヶ下宏之）
読売テレビ『朝生ワイド す・またん!』お天気ソングとして制作。同番組の出演者による「す・またん!バンド[1]」も本楽曲をカバー[2]。
5. SMALL DIAMOND RING
（編曲：松ヶ下宏之）
6. 碧い船
（作詞・作曲：米米CLUB　編曲：中崎英也）
1995年開催の米米CLUBライブツアー『OPERA BLUE』[3]のみ演奏された楽曲をリメイク。石井曰く「この歌の中には僕のおじいちゃんの想いも入っている」。
7. SUDDENLY
（編曲：中崎英也）
8. RAIN SONG
（編曲：TATOO）
2001年に行われた『ZERO CITY -AQI-』でのみ演奏されていた曲。
9. 天地の乱舞
（編曲：松ヶ下宏之）
石井曰く、「やりそうでやらなかった『理知的な過激性』を持った曲」。
『石弐 〜Best of Best〜』にも収録。
10. 鳥の視線～絹の道
鳥の視線（編曲：光田健一）
絹の道（作詞・作曲：米米CLUB　編曲：TATOO）
Instrumental「鳥の視線」とライヴ・ビデオ『米米CLUB大全集Vol.15 完結編 英雄伝説 AU SHARISHARISM』のみ収録された米米CLUB時代の未CD化曲「シルクロード」をリメイクした「絹の道」[4]の組曲構成。
「鳥の視線」は2013年5月開催、オーケストラコンサート『ANGEL DREAMS』からのライヴ音源。アルバム発売後、TOHOシネマズ『シネマ・トラベル －映画館でみる世界遺産の旅－ マチュピチュ・ナスカ・アンコール遺跡編』テーマソングとして採用[5]。
11. 鼓動
（編曲：TATOO）
元々2011年11月開催、比叡山延暦寺でのコンサートのため作られた曲で、当時の曲名は「亜細亜の鼓動」[6]。
アルバム発売後の2013年10月、九州国立博物館で行われる特別展『御三家筆頭　尾張　徳川家の至宝』のタイアップソングとして採用[7]。
仏教を歌った曲で、その中でも飢えや飢饉に苦しむ人々のために立ち上がった古の若い1人の宗教者を題材にした曲[7]。
歌詞の一部には石井が実際に見聞きした「アジアの宗教」の言葉が含まれている。
12. 亜細亜の空
（編曲：TATOO）
映画『天心』主題歌。
石井曰く、「ふるさとの楽曲としてプレゼントした曲」。
岡倉天心へのリスペクトを込めたとのこと。
13. WHITE MEMORIES
（編曲：辰巳博成）
石井なりの「『天国からの目線』で描いた」曲。

### 初回限定盤DVD
- WHITE MIND TALK
石井によるプロジェクトの真相を語るドキュメント映像とアルバム収録曲のコメンタリーが収録。